# تغير المناخ في غانا
تعد غانا عرضة الى التأثير الكبير الناتج عن تغير المناخ بها حيث أنها تقع عند تقاطع ثلاث مناطق مناخية مائية . تتمثل هذة التغيرات في كل من: هطول الأمطار والظروف الجوية وارتفاع مستوى سطح البحر  على ملوحة المياه الساحلية. كما أنها تؤثر سلباً على الزراعة ومصايد الأسماك .
يعاني الاقتصاد الوطني من آثار تغير المناخ أثر اعتماده على القطاعات الحساسة للمناخ مثل الزراعة والطاقة والغابات . و من المتوقع أن يصبح الوصول إلى المياه العذبة أكثر صعوبة في حين أن انخفاض إمدادات المياه سيكون له تأثير سلبي على الطاقة الكهرومائية ، التي توفر 54٪ من قدرة الكهرباء في البلاد. كما أن غانا معرضة لزيادة في حالات الملاريا والكوليرا بسبب تأثيرات المناخ على ظروف المياه.
أصدرت الحكومة وثيقة بعنوان "مساهمة غانا المعتزمة المحددة وطنيا" في عام 2015  أصبحت المساهمة المحددة وطنيا بعد عام 2016 هي المساهمات المحددة وطنيا. ثم وقعت غانا على اتفاقية باريس للمناخ عام 2016.

## انبعاثات غازات الاحتباس الحراري
بلغ إجمالي انبعاثات ثاني أكسيد الكربون في غانا الناتجة عن احتراق الوقود في قطاع الطاقة 21.397 مليون طن في عام 2021، مما يمثل 332% من نصيب الفرد من الانبعاثات منذ عام 2000. يعد هذا الارتفاع مقلق على الرغم من أنها تمثل 0.1% فقط من الانبعاثات العالمية الناجمة عن الوقود القابل للاشتعال.
يعد حرق النفط المصدر الرئيسي لهذه الانبعاثات في غانا، والذي يمثل 66% من إجمالي انبعاثات ثاني أكسيد الكربون الناتجة عن حرق الوقود. يمثل قطاع النقل أكبر مساهم في هذة الانبعاثات بنسبة 47% من انبعاثات ثاني أكسيد الكربون المرتبطة بالطاقة في البلاد، يليه إنتاج الكهرباء والحرارة بنسبة 34%. تعد هذة النتائج مؤشر لحاجة غانا للانتقال نحو مصادر طاقةالمستدامة وتحسين كفاءة قطاعي النقل والطاقة.

### إنتاج الوقود الأحفوري
وقد أثيرت التوقعات المتعلقة بالتنمية الاقتصادية لغانا في عام 2010 عندما بدأ حقل النفط البحري في اليوبيل في الإنتاج. ومع ذلك، أصبح الشعلة ضرورية بسبب البنية التحتية (التخزين، والشحن، والتجهيز) اللازمة لدعم قطاع النفط في غانا. فبدون تنمية الهياكل الأساسية على نحو أسرع، "قد يكون من المحتم أن يشتعل غاز طويل الأجل في حقل اليوبيل" ومن شأنه أن يؤدي إلى إنتاج سنوي يبلغ حوالي 1.5 مليون طن من ثاني أكسيد الكربون - أو 7 في المائة من إجمالي الانبعاثات الوطنية لغانا.

## التأثيرات

### التغيرات في درجات الحرارة والطقس

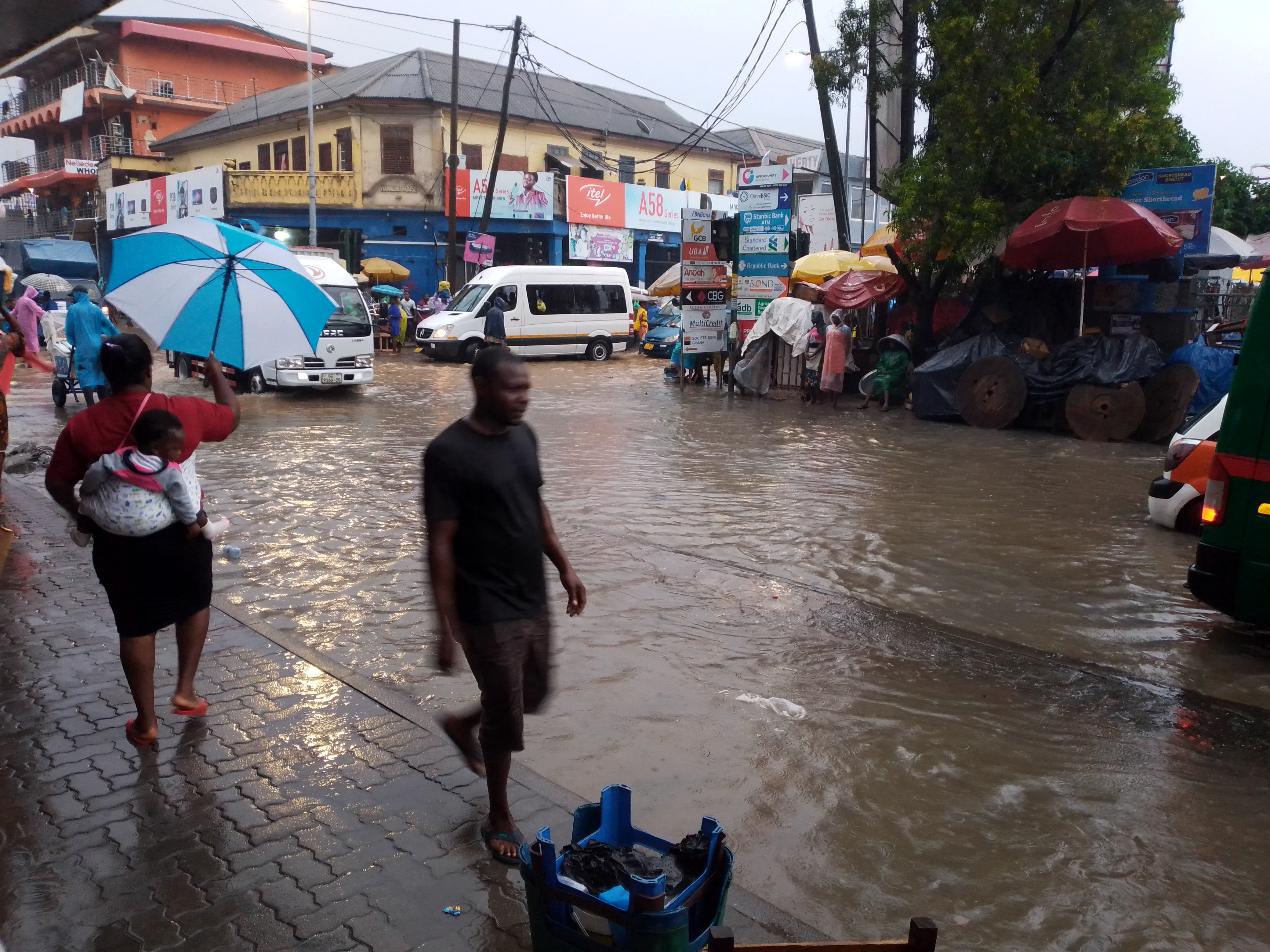
تغمر المياه أجزاء كثيرة من أكرا خلال موسم الأمطار

شهدت غانا 1.0 ارتفاع درجات الحرارة بمقدار درجة مئوية منذ عام 1960. وقد ارتفعت درجة حرارة المناطق الشمالية الأكثر جفافاً بسرعة أكبر من جنوب غانا. ويتفاوت هطول الأمطار السنوي في غانا تفاوتا كبيرا، حيث يحدث موسمان من موسم الأمطار في الجنوب وآخر في الشمال. ومن الصعب التنبؤ بالاتجاهات الطويلة الأجل لسقوط الأمطار. ومع ذلك، في عام 2011، توصلت دائرة الغابات التابعة لوزارة الزراعة في الولايات المتحدة الأمريكية إلى استنتاج مفاده أنه "لا يوجد دليل على أن أحداث الأمطار المتطرفة قد زادت أو تناقصت منذ عام 1960".

### ارتفاع مستوى سطح البحر
وقد ارتفعت مستويات سطح البحر بمقدار 2.1 مم سنوياً على مدى السنوات الثلاثين السابقة، أي أنها ستكون قد ارتفعت بحلول الأعوام 2020 و 2050 و 2080 بمقدار 5.8 سم و 16.5 سم و 34.5 سم على التوالي. وتؤثر الفيضانات على نحو 000 45 غاني كل عام، ونصف ساحل غانا معرض للتآكل والفيضان نتيجة لارتفاع مستوى سطح البحر.

## التأثيرات على الناس

### التأثيرات الاقتصادية

#### الزراعة
تؤثر الاضطرابات الناجمة عن عدم انتظام هطول الأمطار وغيرها من الأحوال الجوية القاسية تأثيرا سلبيا على أحوال الشعب الاقتصادية حيث يعتمد خمسة وأربعون في المائة من القوة العاملة في غانا على الزراعة البعلية لأصحاب الحيازات الصغيرة. ومن المتوقع حدوث انخفاض في الإنتاجية بالنسبة للأغذية الأساسية، بما في ذلك المنيهوت والذرة والكاكاو - وهو المحصول النقدي الرئيسي لغانا. ومن المتوقع أن تحدث التخفيضات في محاصيل الذرة وغيرها من محاصيل الحبوب بنسبة 7 في المائة بحلول عام 2050، استناداً إلى سجل مناخي خط أساس مدته 20 عاماً.

#### مصايد الأسماك
أدى انخفاض إنتاج مصايد الأسماك إلى تحفيز استيراد ما قيمته أكثر من 200 مليون دولار سنويا من المأكولات البحرية حيث تشكل المأكولات البحرية ما بين 40 إلى 60 بالمائة من تناول البروتين في غانا.

#### الطاقة الكهرومائية
ومن المتوقع أن يؤدي هطول الأمطار الذي لا يمكن التنبؤ به إلى زيادة عدم اليقين في شبكة الطاقة الكهربائية التي تشهد بالفعل حالات انقطاع متكررة (المعروفة باسم دومسور)، لأن الطاقة الكهرمائية تمثل 54 في المائة من قدرة البلد على توليد الطاقة. ووفقا لبعض التقديرات، يمكن أن تنخفض قدرة حوض فولتا بنسبة تصل إلى 50 في المائة. وتقلص الناتج المحلي الإجمالي لغانا بين عامي 2012 و 2015، ويعزى ذلك جزئيا إلى عدم كفاية إمدادات الكهرباء.

### التأثيرات الصحية
زيادة في الأمراض المنقولة بالمياه مثل الكوليرا والأمراض التي ينقلها البعوض مثل الملاريا متوقعة في غانا.